# Megalopsalis marplesi
Megalopsalis marplesi is een hooiwagen uit de familie Monoscutidae.